# Lenkseil

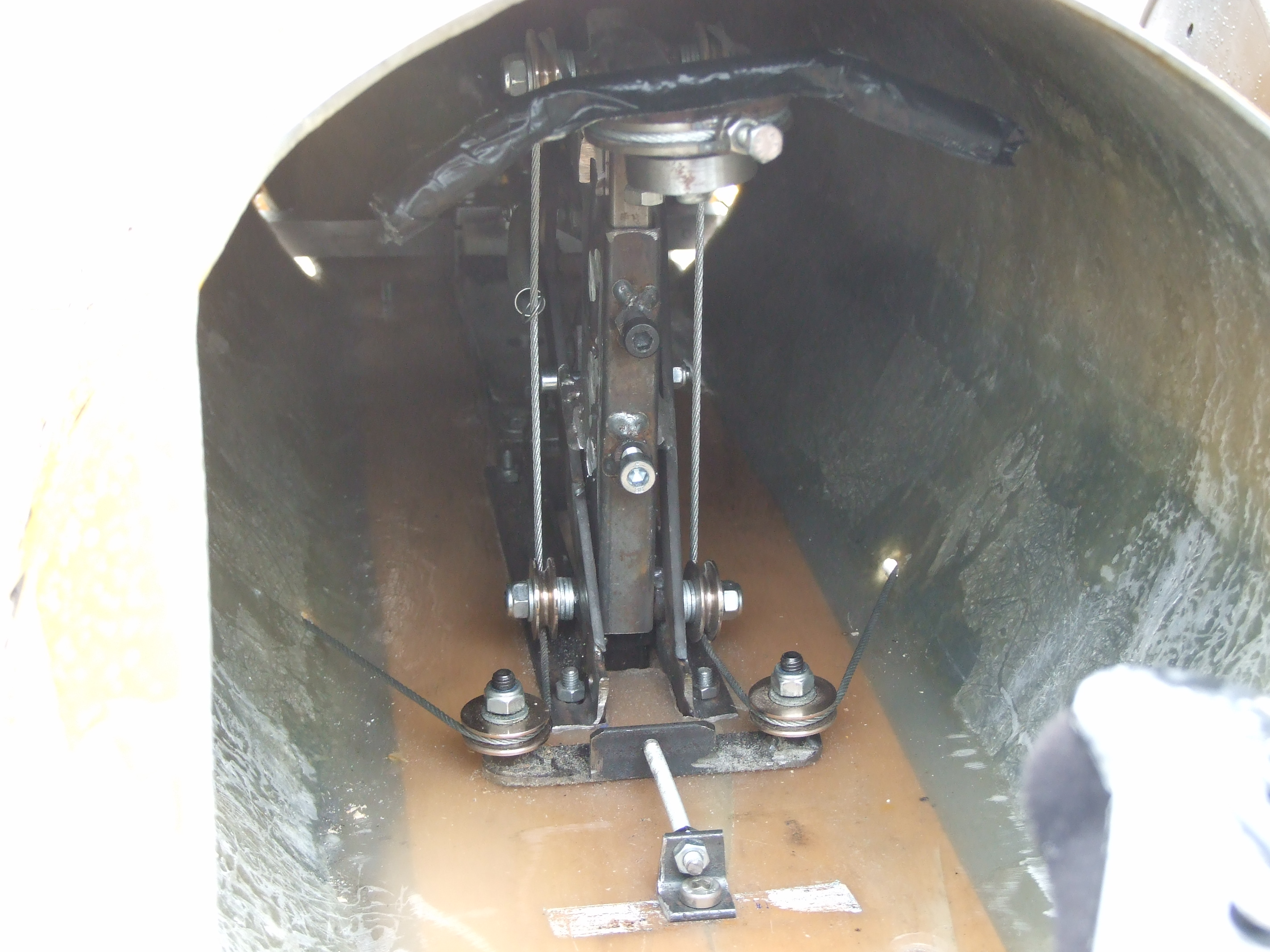
Lenkseile Seifenkiste

Lenkseile oder Lenkschnüre sind Seile oder Schnüre, die zur Lenkung von Fahrzeugen wie zum Beispiel Seifenkisten, Bobs im Bobsport, bei kleineren Booten (Schlauchboote etc.) oder auch bei Lenkdrachen oder Kites verwendet werden. Lenkseile oder Lenkschnüre werden in der Regel paarweise verwendet und können aus den verschiedensten Werkstoffen bestehen.
Im Drachensport werden heute Lenkschnüre aus verschiedenen Kunststoffen verwendet. Diese Drachenleinen sind üblicherweise 30 m lang, wobei die Länge in beide Richtungen um mehrere Meter variiert werden kann. Bei Kites ist die Verwendung von vier Leinen (zwei Lenk- und zwei Bremsleinen) mit zwei speziellen Handgriffen oder einem Trapez möglich, wobei die beiden Bremsleinen auch als Lenkleinen eingesetzt werden können.
Bei Fahrzeugen mit Lenkseilen werden aus Sicherheits- und konstruktiven Gründen meist Stahlseile mit entsprechend hoher Reißfestigkeit verwendet, die als Bowdenzug (Seilzug) ausgeführt werden.